# I Stay in Love
Singles de Mariah Carey
I'll Be Lovin' U Long Time
(2008) Right to Dream
(2008)
I Stay in Love est le quatrième single de Mariah Carey extrait de l'album E=mc2 et sorti en octobre 2008.